# Fortunaschacht
Der Fortunaschacht war eine Steinkohlengrube der Freiherrlich von Burgker Steinkohlen- und Eisenhüttenwerke. Der Schacht lag im zentralen Teil der Steinkohlenlagerstätte des Döhlener Beckens auf Kleinburgker Flur.

## Geschichte
Die Freiherrlich von Burgker Steinkohlen- und Eisenhüttenwerke begannen 1835 mit dem Teufen des Schachtes. Der bei 261 m ü. NN angesetzte Schacht erreichte eine Teufe von 258 Metern. Ab 185 Meter wurde der erste 14 Meter hohe Sprung der Beckerschachtverwerfung durchteuft. Ab 195,30 Meter wurde das 1. Flöz mit einer Mächtigkeit von 4,90 Meter durchteuft. Das bei 210 Meter durchteufte 2. Flöz hatte eine Mächtigkeit von 0,70 Meter und das bei 213,60 Meter durchteufte 3. Flöz eine Mächtigkeit von 0,60 Meter. Bei einer Teufe von 243 Meter wurde ein Querschlag aufgefahren, um die nach Süden stark einfallenden Flöze auszurichten. Im südlichen Grubenfeld war das 2. Flöz mit einer Mächtigkeit von 1,30 Metern teilweise bauwürdig und wurde hier auf einer Fläche von 7800 m2 abgebaut.
In nördlicher Richtung sind die Flöze durch 2 weitere Sprünge des nördlichen Zweiges der Beckerschachtverwerfung um weitere 10 Meter abgesenkt. Die Verwerfung setzt von Südost nach Nordwest durch das Grubenfeld.
Zur Entwässerung des Grubenfeldes wurde ein Durchschlag zu dem durch den Bormannschacht betriebenen Stollnflügel des Burgker Weißeritzstollns aufgefahren. Das Mundloch befindet sich am rechten Ufer der Weißeritz.
Als Fahrung für die Mannschaft diente die Tagesstrecke Oberes Revier in Burgk. Damit sparte man sich den Einbau einer Fahrkunst im Schacht. 1857 wurde eine Gaserzeugungsanlage für den Eigenbedarf errichtet. Zur Förderung und Wasserhaltung wurde 1846 eine Dampfmaschine von den Freiherrlich von Burgker Eisenhüttenwerken gebaut. Es handelte sich dabei um eine Hochdruckmaschine mit Balancier und einer Leistung von 20 PS.
Am 27. November 1837 ereignete sich eine Schlagwetterexplosion, bei der fünf Bergleute ums Leben kamen. Eine Schlagwetterexplosion mit einem Toten gab es 1847.
Im Jahr 1865 wurde der Abbau nach der Förderung von 771.023 t Steinkohle infolge Erschöpfung der Vorräte eingestellt und der Schacht abgeworfen.
1981 wurde der Schacht durch die Bergsicherung verwahrt.